# Tramlijn Maaslandse Dam - Maassluis
De tramlijn Maaslandse Dam - Maassluis was een tramlijn in het Westland. Vanuit Maaslandse Dam liep de lijn via Maasland naar Maassluis.

## Geschiedenis
De lijn werd in 1912 geopend door de Westlandsche Stoomtramweg Maatschappij. Tot 1925 heeft er personenvervoer plaatsgevonden. Daarna is de lijn gebruikt voor het vervoer van goederen, met name veilingproducten en kolen voor verwarming van de kassen. In 1938 sloot Maasland-Maassluis al, in 1942 gevolgd door Maasland-Maaslandse dam. De rails wordt gevorderd door de bezetter en gaat naar Winterswijk.

## Restanten
Op de bedding tussen Maaslandse Dam en Maasland is thans een fietspad aangelegd, tussen de A20 en station Maassluis Centrum ligt de laan 1940-1945 op het voormalige tracé.